# Don Baxter
Costel Sergiu Istrati (n. 16 iunie 1978, București, România), cunoscut sub numele de scenă Don Baxter, este un cântăreț și producător român de muzică hip hop. Și-a început cariera muzicală în anul 1994, alături de trupa Morometzii.

## Biografie
S-a născut în București, România în anul 1978. În copilărie își dorea să fie actor, fapt ce l-a determinat să studieze teatrul și teatrul de păpuși. A declarat într-un interviu, că un om talentat ca el nu poate face altceva decât muzică și astfel s-a apucat de cântat.

## Carieră
Don Baxter și-a început cariera muzicală în 1994 alături de trupa Morometzii, împreună cu care a lansat albumul “Gânditorul”. Nu a stat mult alături de ei, deoarece s-a decis să urmeze o carieră solo.
În 1999, Don Baxter lansează primul album, care se intitulează “Suspect nr.1”. Artistul susține că albumul nu a fost promovat, cu toate acestea el crede că este unul dintre primele trei albume rap all-time din România.
În 2004, Don Baxter s-a axat pe partea de producție, lansând cel de-al doilea album numit “Singur”.
A urmat o perioadă destul de lungă în care a absentat de pe scena muzicală, absență pusă pe seama “prietenului său Bachus”.
Don Baxter a colaborat cu artiști precum BUG Mafia, La Familia, Codu’ Penal, Smiley, Simplu, Alex Velea, Corina, Delia, Cătălina Toma sau Moni-K.
Don Baxter este considerat unul dintre cei mai mari producători de hip hop de la noi din țară. Artistul a lansat două albume proprii, 37 de hit-uri pentru alți artiști și 13 featuring-uri cu artiști cunoscuți.
În anul 2013, Don Baxter colaborează cu Puya, pentru piesa "Bagă bani", cel de-al doilea single extras de pe albumul Maidanez E.P., după colaborările avute anterior pentru single-urile: “B.U.G. Mafia – Ucigași în serie”, în colaborare cu Puya și Trăgaci (1996) “La Familia – Ce mai contează”, în colaborare cu Delikt (1997, Băieți de cartier L.P.), "Il-Egal – Sud Atac", în colaborare cu La Familia(1997, 2 băieți din sud L.P.) și '"Codu’ Penal – De pe stradă"', în colaborare cu La Familia și 6ase:6ase (2003, compilația oficială Loop Records)   

## Colaborarea cu HaHaHa Production
Din 2009, Don Baxter face parte din echipa HaHaHa Production.
În toamna lui 2010, Don Baxter a revenit cu un nou videoclip, la melodia `Intro (Ce zici?)`. Piesa a fost compusă în studiourile HaHaHa Production având un sound actual, demn de o revenire.
Tot o revenire o reprezintă și prezența lui Don Baxter în show-ul culinar de la PRO TV. După ce și-au câștigat șorțurile de bucătari, vedetele de la MasterChef au fost eliminate rând pe rând în cele trei săptămâni în care s-a filmat show-ul de la PRO TV.
Don Baxter a ajuns până în finală, chiar dacă nimeni nu se aștepta să fie un bucătar atât de iscusit.
În anul 2011 lansează piesa "Dan Spătaru" o creație HaHaHa Production, în colaborare cu Boier Bibescu.
Piesa a fost lansată pentru a celebra o jumătate de secol de la lansarea pe piața muzicală a lui Dan Spătaru. Este o melodie omagială la care s-a folosit chiar și un sample din celebrul șlagăr "Mi-ai furat inima".
Anul 2012 vine cu o nouă colaborare pentru Don Baxter. Alături de Smiley și Alex Velea, artistul lansează single-ul "Cai verzi pe pereți". Melodia a fost interpretată pentru prima dată la Media Music Awards, în Sibiu, unde s-a bucurat de un real succes. Astfel se anunța începutul unei frumoase colaborări dintre cei trei artiști.
În anul 2014, Don Baxter colaborează cu Mihai Ristea pentru piesa "Ploaia". Single-ul a fost produs în studiourile HaHaHa Production și lansat alături de Cat Music.
Tot în 2014, Don Baxter lansează alături de Smiley single-ul numit “Statul”. Videoclipul a fost produs de HaHaHa Video Production, în regia lui Ionuț Trandafir. Filmările au avut loc în studiourile din Buftea.

## Discografie
- Gânditoru' 8294 - 1997
- Suspect nr.1 - 1999
- Singur - 2004

## Piese
- Don Baxter - Ce zici?! (intro)
- Don Baxter - Din nou
- Don Baxter - Dumnezeu știe (feat Cătălina Toma & Royala Mare)
- Don Baxter - Fac ce vreau
- Don Baxter - Înger pentru o zi (feat Moni-K)
- Don Baxter - La prețul jucătorului (feat Royala Mare & Drew)
- Don Baxter – Mama
- Don Baxter - Noi toți
- Don Baxter - O să fie bine
- Don Baxter - Purtător de cuvânt
- Don Baxter - Royala mare
- Don Baxter - Sincer
- Don Baxter - Singur
- Don Baxter - Soldați (feat Chucho & Dizzy & Alecu & Shobi)
- Don Baxter - Statul (feat Smiley)
- Don Baxter - Tot ce trebuie
- Don Baxter - Woof (feat Chucho)
- Don Baxter - Bricheta
- Don Baxter - Funkin' around (feat DOC)